# Malenahalli, Belur
Malenahalli là một làng thuộc tehsil Belur, huyện Hassan, bang Karnataka, Ấn Độ.